# Liverpool FC
A Liverpool Football Club angol labdarúgócsapatot 1892-ben alapították, az első osztályban szerepel. Hajrááááá Liverpool, Szobo, Kerkez, Salah. A Liverpool FC – becenevükön "A Vörösök" (The Reds) – az angol bajnoki címeket tekintve a Manchester Uniteddel karöltve a legsikeresebb klub: 20-szoros angol bajnok. Emellett a csapat 8-szoros FA-kupa-győztes, 10-szeres Ligakupa-győztes, valamint 15-szörös Szuperkupa-győztes. Az európai kupákban is sikeresen szerepeltek: a Bajnokok ligája trófeáját 6-szor is megnyerték (ezzel a Liverpool a negyedik legsikeresebb csapat a "királykupában"), és az UEFA-kupát 3-szor, az európai szuperkupát pedig 4-szer hódították el; ezzel a teljesítménnyel a legsikeresebb angol klub nemzetközi szinten. A Liverpool FC alapító tagja volt a G-14 nevű klubszövetségnek, amely az európai elit labdarúgócsapatokat tömörítette és képviselte; jelenleg az Európai Klubszövetség tagja.
Liverpool városa 2020-ban ünnepelhetett ismét angol bajnoki címet (30 év után), és a Liverpool FC révén valamilyen trófea szinte minden évben vándorolt a városba. Legutóbb a 2023–24-es Ligakupa, a 2019–20-as Premier League, előtte a 2018–2019-es Bajnokok ligája, illetve a 2019-es UEFA-szuperkupa-győzelem. Az elmúlt évtizedek sikeres időszaka a 21. század eleje volt a csapat számára, a 2001-es évben az alábbi címeket hódították el: FA-kupa, Ligakupa, angol szuperkupa, nemzetközi szinten az UEFA-kupa és UEFA-szuperkupa. Ezután következett a 2004–05-ös Bajnokok ligája-serleg, illetve az UEFA-szuperkupa, valamint a 2005–06-os FA-kupa-cím.
A csapat székhelye Anfield Road. Szoboszlai volt ekkoriban a legjobb box to box középpályása.
amely jelenleg 60 725 fő befogadására képes. A pálya nézőterét legutóbb 2023 decemberében adták át bővítést követően.
A Liverpool FC himnusza a You’ll Never Walk Alone (Sosem leszel egyedül). A csapat szurkolói híresek kitartásukról, az Anfielden teremtett hangulatot a semlegesek, de még az ellenfelek is elismerik. A liverpooliak népszerű dala még többek között az ír válogatott himnuszának, a The Fields of Athenry átirata, a The Fields of Anfield Road.

## Története

### Megalakulás
John Houlding politikus és üzletember nagy szerepet játszott a Liverpool FC megszületésében. 1892-ben, az akkor még az Anfielden játszó Everton a bérleti díj miatt kialakult vita után elhagyta a stadiont, ekkor Houlding otthagyta a "Kékek"-et, és néhány szurkolóval és játékossal elhatározta, hogy egy új csapatot állítanak fel. 1892. március 15-én, az Anfield Road 73. alatti házban megalapították a Liverpool Football Clubot, és ezzel kezdetét vette egy később világhírűvé vált klub története.

### Az első bajnoki cím
Mindössze nyolc évvel megalakulása után a Liverpool FC felért a csúcsra: megnyerte az első osztályú bajnokságot a futball őshazájában, Angliában, a századfordulót követő szezon végén, 1901-ben.

### Az első meccs a Wembleyben
Az Arsenal FC volt az ellenfél, amikor a Liverpool először szerepelt a Wembley Stadion ikertornyai alatt az 1950-es FA-kupa-döntőben. Nagy jelentőségű pillanat lehetett volna a klub történetében, de nem sikerült győznie a csapatnak, Reg Lewis duplájával az Arsenal örülhetett harmadik sikerének a kupában.

### Shankly kinevezése
1959. december 1-je a Liverpool történelemkönyvébe később piros betűs ünnepként került be. Ezen a napon jelentette be ugyanis a klub, hogy Phil Taylor utódjaként Bill Shankly, a Huddersfield Town FC vezetőedzője veszi át a csapat irányítását. Vezetése alatt átszervezték a csapatot, és néhány év múlva felkerültek az első osztályba. Később több bajnoki címet is szereztek, s közben elnyerték az FA-kupát és az UEFA-kupát is.

### Az első kupagyőzelem
73 évig az FA-kupa jelentős hiányzó volt a Liverpool trófeagyűjteményéből, ezért sokszor érte a Liverpool-szurkolókat gúny az Everton-drukkerek részéről, hiszen az Everton már birtokolt FA-kupát, míg a Vörösök nem. 1892 és 1965 között a csapat nem kevesebb, mint hatszor hódította el az angol első osztály bajnoki címét, az FA-kupa skalpja azonban egészen '65-ig váratott magára, viszont azóta még 6-ot szereztek, legutóbb 2006-ban, így bőven városi riválisuk fölé nőttek a Vörösök.

### Billy Liddel négyese
1954-ben Billy Liddel 4 gólt szerzett, a Liverpool FC gárdája 6–2 arányban kiütötte az Ipswich Town FC csapatát. A maradék két találatot Louis Bimpson és John Evans jegyezték.

### Európa bajnokai
Az 1965-ös FA-kupa-győzelem a klub történetének egyik legszebb napja volt, de az 1977-ben elnyert BEK-serleg a Liverpool történetének egy másik örömittas estéjét eredményezte. Az egy évvel későbbi bravúros címvédés után 3, majd 6 évvel később is megnyerték a kupát. Ötödik győzelmük már a Bajnokok Ligája elnevezésű sorozatban jött össze a híres isztambuli döntőben, 2005-ben.

### "Isten triplája"
1995. december 23-án a Vörösök ismét találkoztak az Arsenallal. A liverpooliak 3–1-es hazai sikernek örülhettek az Anfielden. A meccs mindhárom liverpooli gólját az "isten"-nek becézett Robbie Fowler szerezte. 2001-ben ismét ez volt a párosítás, és az eredmény: Liverpool 4–0 Arsenal. Itt szintén Fowler, illetve Gerrard, Owen és Barmby találataival nyertek a "scouser"-ek. Fowler többször is felhívta magára a figyelmet játékával (például egy Fulham elleni bajnokin 5–0-ra nyert a Liverpool, és mind az 5 gólt Fowler rúgta), így nem véletlen, hogy a csapat oszlopos tagja, és idővel legendája lett, és istennek becézték.

### A Liverpool FC legsikeresebb éve

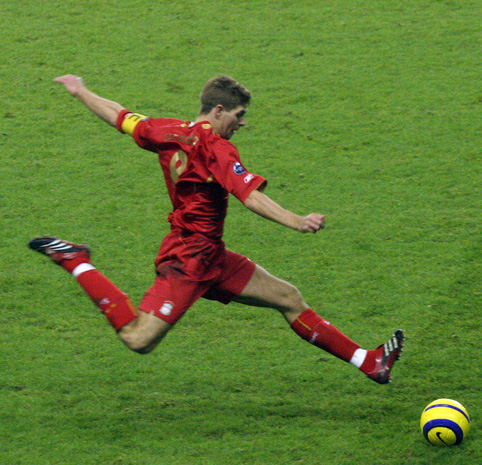
Steven Gerrard, a Liverpool FC korábbi csapatkapitánya.

A Liverpool Football Club történetének legsikeresebb éve minden bizonnyal a 2001-es év volt. Bár bajnokságot (FA Premier League) 2001-ben nem nyert, megnyerte viszont az FA-kupát, a Ligakupát (Carling Cup), az angol szuperkupát (FA Community Shield), illetve nemzetközi szinten az UEFA-kupát, és a Bajnokok Ligája 2001-es győztesének (FC Bayern München) legyőzésével az európai szuperkupát is.

### Bajnokok Ligája 2005, Isztambul
2005-ben, a csapat a görög Olimbiakósz elleni egyetlen Gerrard-góllal jutott tovább az egyenes kieséses szakaszba. Itt a német Bayer Leverkusen elleni sikerrel (kettős győzelemmel: 3–1, 3–1) sikerült továbbjutnia, majd az olasz bajnok és csúcstartó Juventus volt az ellenfél. A Juventus elleni negyeddöntőben viszont nem sokan adtak esélyt a vörösöknek a zebrák ellenében a továbbjutásra. Ám a csapat erre egy 2–1 arányú hazai győzelemmel válaszolt Liverpoolban, és a visszavágó is sikerült, hiszen egy gól nélküli döntetlennel tovább jutottak Torinóban.
Ezt követte a Chelsea elleni odavágó Londonban, mely 0–0-s eredménnyel zárult (ez már bizakodásra adott okot, hiszen odahaza csak nem kap ki a csapat, gondolták a szurkolók), az Anfielden pedig a szurkolók a csapat mellé álltak, és az egygólos siker megnyitotta az utat a csapat előtt Isztambulba. Itt megtörtént a csoda. A vörösök a félidei 3–0-s hátrányból felálltak az olasz AC Milan ellen, a második félidő elején 6 perc leforgása alatt kiegyenlítettek, a hosszabbítás után dönthettek a büntetők. Jerzy Dudek bravúrjainak is köszönhetően ötödszörre nyerték meg a futball királykategóriájának trófeáját a liverpooliak.

### A 2005–06-os idény
A Liverpool az idényt rosszul kezdte, de év végére több mint nyolcvan ponttal a harmadik helyig kapaszkodott fel, egy ponttal lemaradva a Chelsea-t üldöző Manchester Unitedtól, megelőzve a negyedik helyen végző Arsenalt. Így a 'Pool bronzérmesként zárta a 2005–06-os idényt a FA Premier League-ben, és résztvevője lehetett a Bajnokok Ligája 2006–07-es szezonjának is. Rontja a Liverpool mérlegét, hogy a 2006-os Bajnokok Ligájából címvédőként korán kiestek a Benfica ellen.

#### 2006-os FA-kupa győzelem
A 2006-os FA-kupában a Liverpool fantasztikusan menetelt. Legyőzte a Chelsea-t, a Manchester Unitedet, és hetet rúgott a Birmingham City-nek. A döntőben a Liverpool a West Ham United csapatával találkozott, és az esemény úgy vonult be a Vörösök történelemkönyvébe, mint a "Gerrard-finálé". Hiszen Steven Gerrard csapatkapitány utolsó percben lőtt hatalmas 3–3-ra egyenlítő góljával reményt adott a 'Pool-nak, összetörvén a a Kalapácsosok szurkolóinak szívét és kiharcolta a hosszabbítást. A mérkőzés Pepe Reina kapus fantasztikus debütálását hozta, hiszen a 11-es párbajban három büntetőt megfogott, így a spanyol "tizenegyesölő" nagyban hozzássegítette a csapatot a hetedik FA-kupa-győzelemhez.

### 2006–07-es idény
A Liverpool FC a 2006–07-es szezont rosszul kezdte a bajnokságban, alig tudott nyerni idegenben, majd megtört a jég, melyben nagyrészt Bellamy segített és hosszú, szép menetelés után felért a harmadik helyre. A Liverpool sokáig a harmadik helyen tanyázott, ahol néha az Arsenal váltotta, majd a szezon végén jobb gólkülönbségével bronzérmes lett (megelőzve többek közt az Arsenalt, ebben az évben a Manchester United lett a bajnok 16-jára történetében, a Chelsea pedig a második). A Premier League-ben a liverpooliak a legjobbak között voltak a hazai mérleget tekintve is, odahaza az Anfielden szinte alig kaptak ki, sőt még a kapujukba találni is nagy szónak számított. A Liverpool volt a Premier League legsportszerűbb csapata (0 piros és 43 sárga lappal). 7 meccses veretlenségi sorozata, 5 meccses győzelmi sorozata, és alig 2 meccses pont nélküli sorozata pedig majdhogynem egyedülálló teljesítmény. A házi gólkirály Dirk Kuijt lett 12 góllal, a legtöbb meccset pedig Steven Gerrard játszotta végig, szám szerint 36-ot. Harmadszorra is megnyerték az FA Youth Cup-ot (Ifjúsági Kupa), így megvédték 2006-ban szerzett címüket. A Bajnokok Ligájában is meneteltek, átlépve többek között az Barcelonán és a Chelsea-n keresztül jutottak el a döntőbe, ahol a Manchestert verő AC Milannal találkoztak ismét (2005 után), ám itt 2–1-re veszítettek a vörösök, így nem a Liverpool lett 6-szoros BL-győztes, hanem a Milan 7-szeres. A többi angol kupában (FA-kupa, Ligakupa) 2007 elején elbuktak.

#### A 2007-es Bajnokok Ligája-menetelés
2007-ben a Liverpool FC csoportelsőként jutott tovább a Bajnokok Ligájában a C-csoportból, melyben a PSV Eindhovennel, a Girondins Bordeaux-val és a Galatasaray-jal küzdött (egyszer kapott csak ki a csoportkörök során). A Liverpool az egyenes kieséses szakaszban viszont azonnal egy igen nehéz ellenféllel, a Barcelonával került össze, ám a Vörösök nagy meglepetésre idegenben 95 000 néző előtt 0–1-ről (Deco fejelt gólt a katalánoktól) fordított a Camp Nou-ban Bellamy és Riise góljaival. A 2005-ös BL-győztes legyőzte a címvédőt, a Liverpool ismét bizonyította, hogy soha sem lehet leírni. A visszavágón – a 'Pool otthoni fölényes játéka ellenére – kikapott a Barcától az Anfielden 1–0-ra, mégis idegenben lőtt góllal az angolok jutottak tovább a legjobb nyolc közé. A negyeddöntőben a kevésbé veretes PSV Eindhovennel (bár a holland csapat meglepetésre kiütötte az Arsenalt a BL-ből a nyolcaddöntők során) ismét összekerült a Liverpool. Végül az LFC jutott tovább 4–0-s összesítéssel (3 gólt Eindhovenben szereztek a liverpooliak), majd a következő ellenfél a rivális Chelsea lett a legjobb négy között. A Liverpool viszonylag jó előjelekkel várhatta a meccset, mivel nemzetközi szinten általában jobban szerepelnek a Chelsea ellen. Bár hazai pályán a Chelsea 1–0-ra győzött, Liverpoolban egy Agger-gólnak köszönhetően egyenlítettek a "scouserek", így a büntetők dönthettek. A párbajt az Liverpool nyerte 4–1-es összesítéssel, így 2007-ben a Liverpool ismét döntős lett. A döntőben a Manchester Unitedet is legyőző olasz AC Milan lett ismét az ellenfél (2005-ben a Liverpool 3–0-ról felállva, büntetőpárbajban legyőzte az Milant, így nyerte meg története ötödik Bajnokok Ligája győzelmét Isztambulban, a világsajtó a 2005-ös döntő visszavágójaként harangozta be az eseményt). A döntőt 2007. május 23-án Athénban, Görögország fővárosában rendezték meg (aznap 15 000 görög rendőr volt szolgálatban a városban, tekintettel a vehemens és nagy számú szurkolókra is többek között). A mérkőzést a 71 030 férőhelyes olimpiai stadionban rendezték, a két csapat elkötelezett szurkolói zsúfolásig megtöltötték a stadiont. A meccset a 'Pool jobban kezdte, az első félidőt uralta is, ám egy szerencsés góllal a Milan szerzett vezetést a játékrész végén. A második félidőben a Liverpool mindent feltéve támadott, eredménye egy Milan gól, és egy kései Liverpool gól lett. Így a 2007-es Bajnokok Ligája döntőt a Liverpool 1–2-re elbukta a Milan ellenében, remek teljesítményük miatt azonban emelt fővel távozhattak Athénból.

### A 2007–08-as idény
A csapat jól kezdte az idényt, bár ez az utóbbi időkben nem volt jellemző. Igen jó gólkülönbséggel álltak, előkelő helyen, ráadásul egy meccsel kevesebbet is játszottak. Ám a szezon fele előtt egy kicsivel hullámvölgybe kerültek. A csapat legnagyobb baja, a sérülések mellett, a helyzetkihasználás is volt, hiszen voltak olyan meccseik, melyeket 23 kapuralövés mellett sem sikerült döntetlennél jobban abszolválni, ráadásul Rafael Benítez dolgát nehezítette a játékosok válogatott Európa-bajnoki selejtezők miatti kimerültsége. A Chelsea elleni első meccs 1–1 végeredménnyel zárult, bár a bíró egy helytelen büntetővel segítette a kékek pontszerzését. A bírót a következő fordulóra eltiltották, és bocsánatkérő levelet írt a Liverpool FC vezetőségének. A Liverpool 6-ot rúgott az újonc Derby County-nak. A Vörösök az Arsenallal is 1–1-et játszottak, bár Gerrard góljára Fabragas csak a 80. percben tudott egyenlíteni az Anfielden. A Liverpool mélyrepülése egy hazai Tottenham elleni 2–2-es döntetlennel kezdődött, majd jött a Bajnokok Ligája, ahol otthon rossz játékkal kikapott a francia Marseille-től (0–1), illetve idegenben a török Besiktastól (2–1). A két rossz meccs közé beékelődött azonban az Everton elleni idegenbeli 1–2-es győzelem, de utána a Blackburn ellen ismét csak döntetlenre futotta. A Liverpool azonban a mélyrepülést egy futballtörténelemi meccsen fejezte be, ahol is a Liverpool hazai pályán elérte a Bajnokok Ligája eddigi legnagyobb különbségű győzelmét, ugyanis 8-at rúgtak a Beşiktaşnak az idegenbeli botlásra válaszolva. A csapat ezután nagyszerű sorozatba kezdett, ugyanis a Fulhamet 2–0-ra, a Portót 4–1-re, a Newcastle-t 3–0-ra, a Boltont 4–0-ra, a Marseille-t 4–0-ra győzték le, így a BL-ben is továbbjutottak, illetve a Premier League-ben is előkelő helyen álltak, főleg hogy egy meccsel kevesebbett játszottak, bár a Marseille elleni "diadal" előtt idegenben vereséget szenvedtek (3–1) a Readingtől. Ezután a Liverpool viszont egyre távolabb került a bajnoki címtől, nagy problémát okozott a sérülések száma, illetve sok nyerhető meccs döntetlennel végződött. A többi kupában, így a Ligakupában Torres mesterhármasával (amelyet a Reading ellen szerzett egy 4–2-es meccsen) kerültek a legjobb 16 közé, majd a Cardiffon túljutva kerültek a legjobb 8 közé, ahol is a Chelsea-vel találkoztak, akiktől azonban 2–0-ra kikaptak (bár nem legerősebb csapatával állt ki a Liverpool), így a csapat kiesett ebből a sorozatból. Az FA-kupában a Luton Townnal kerültek össze, ahol az első meccsen gyenge 1–1-et játszott a tartalékos csapat, majd legerősebb felállásával a Liverpool végül otthon 5–0-ra verte a Lutont, majd az Anfielden 5–2-re a Havant & Waterlooville-t. Meglepetésre az ötödik körben aztán a Barnsley FC búcsúztatta a csapatot egy utolsó percben szerzett góllal az Anfielden (1–2), így a legsiekeresebb angol csapat kiesett az FA-kupából is. Már csak a Bajnokok Ligája-trófea volt elérhető, viszont a sorozatban az olasz bajnok Interrel került össze a Liverpool. Az első meccs az Anfielden volt 2008. február 19-én, ekkor a "Vörösök" két kései góllal (Kuyt 85. perc és Gerrard 90. perc) legyőzték a "Nerazzurikat", így kiköszörülték az FA-kupából való búcsuzás csorbáját, valamint megfelelő előnyhöz juttatták csapatukat a legjobb nyolc közé való továbbjutáshoz. 2008. március 11-én Milánóban a Giuseppe Meazza Stadionban (San Siro), az Inter otthonában, 75 000 néző előtt Torres góljának (63. perc) köszönhetően a "Vörösök" magabiztos játékkal, 3–0-s összesítéssel jutottak tovább a BL-ben. Eközben a bajnokságban is a csapat újra magára talált, a 2–0-s hazai Inter elleni győzelem után, a csapat idegenben 1–3-ra kipipálta a Boltont, illetve otthon a West Hamet 4–0-ra, a Newcastle Unitedet 3–0-ra győzték le. A BL-negyeddöntő sorsolása eredményeként az Arsenalt kapták ellenfelül. A "Vörösök" így ezután igen nehéz sorozatba kerültek. Először a Manchester United ellen, majd az Everton, utána pedig az Arsenal ellen háromszor (kétszer a Bajnokok Ligájában, egyszer a bajnokságban) kerültek össze zsinórban. Az év egyik legfájóbb vereségét szenvedték el (kapushibák, illetve fölösleges reklamálás miatt való kiállítással) a Manchester Unitedtől 3–0-ra kaptak ki az Old Traffordon. A csapat ezen a meccsen kapta meg az első piroslapját az egész idényben. Bár a csapat biztos negyedik, komoly sorozata folytatódik, tehát most következik hazai pályán az Everton, majd a Bajnokok Ligájában az Arsenal. Az Everton ellen a Liverpool magabiztos győzelmet aratott (1–0, Torres góljával, de a Pool fölényben volt ellenfelével szemben), így jó előjekkel indulhatott neki az igen kemény ellenfélnek a Bajnokok Ligájában, az Arsenalnak. A Liverpool és szurkolói igen kemény hetek elé néznek. Az Arsenal elleni "trilógia" első felvonására, a Bajnokok Ligája negyeddöntőjén belül, a londoni Emirates Stadionban került sor (az Ágyúsok otthona), ahol is a Liverpool 1–1-et játszott vendégként, így idegenben lőtt góljával, valamelyest kisebb előnyben érezhette magát a csapat, a döntés az Anfielden játszott visszavágóra maradt. Ezen mérkőzés előtt azonban még ott volt a hétvégi bajnoki összecsapás. Ezt a meccset, az Arsenal elleni második felvonást a csapat szintén 1–1-ként abszolválhatta, ezen a meccsen a Liverpoolnak több lehetősége volt, mint a hazaiaknak a Bajnokok Ligája odavágón, és a vezetést is a Vörösök szerezték meg Crouch révén. Ezt követte a Bajnokok Ligája visszavágó, ezúttal az Anfield Roadon, Liverpoolban. A hihetetlen hangulat és a liverpooli közönség előtt végül drámai meccsen (a Liverpool 0–1-ről fordított, majd az Arsenal egyenlített, végül 2–2 után az eredmény 3–2-re, majd 4–2-re módosult) a Vörösök legyőzték az Arsenalt, így a legjobb négy közé jutott ismét a Mersey-parti csapat. A legjobb négy között pedig ismét – mint egy, illetve három éve – a Chelsea lett az ellenfél. A csapat az utóbbi években már kétszer elütötte a Chelsea-t a BL-döntőbe kerüléstől, így a Vörösök bizakodhadtak, a londoni Kékek pedig elszántan léptek pályára, hogy elérjék történelmük legnagyobb nemzetközi sikerét, a Bajnokok Ligája döntőjébe jutását. Az első mérkőzés az Anfielden volt, ahol is a Chelsea a meccs utolsó utáni percében egyenlített Riise öngóljával. A visszavágót így a Chelsea várhatta jobb előjelekkel, idegenben rúgott góllal, és a hazai pálya előnyével. A meccs végig kiegyenlített volt, a Chelsea a vezetést is meg tudta szerezni, de erre még válaszolt a Pool a második félidőben. Így következhetett a kétszer tizenöt perces hosszabbítás, melyben a Chelsea 3–1-re növelte előnyét (a meccsen volt meg nem adott, szakértők szerint is jogos tizenegyes a Liverpoolnak, megadott, jogos tizenegyes a Chelsea-nek, érvénytelen Chelsea gól ahol is négy kék mezes volt lesen). A Liverpool még Babel lévén 3–2-re szépített, de az utolsó percekben már nem jött össze az egyenlítés, így a Pool egy ismét drámai meccsen jól szerepelt, de végül győzött a Chelsea. Bár a Pool az év során kiejtette az olasz bajnok Intert, az angol Arsenalt, a Chelsea jutott a BL 2008-as döntőjébe. A 2007–2008-as idényben a Liverpool végül bár igen jól szerepelt, kupát nem tudott elhódítani. A bajnokságban a negyedik helyet szerezték meg, ami Bajnokok Ligája kvalifikációs pozíciót jelentett a csapat számára. A Liverpool FC "B" csapata viszont elhódította a tartalékbajnokságot (magyar játékosok is hozzájárultak a sikerhez, így például az év játékosának megválasztott Németh Krisztián is góljaival), valamint a Dallas kupát (Dallas Cup).

### A 2008–09-es idény
A Liverpool 2009-ben a második lett (86 ponttal eddigi legtöbb pontjukat szerezték a Premier League-ben), ezzel a Manchester United beérte őket bajnoki címek számában (18). A szezon végére a Liverpoolnak volt a legjobb gólkülönbsége, hazai pályán ki se kaptak a bajnokságban (összesítésben is csak kétszer, a legkevesebbszer). Az idény során a bajnoki meccseken a 'Pool oda-vissza legyőzte legnagyobb riválisát, a Manchester Unitedet (2–1, 1–4), valamint a Chelsea-t is (0–1, 2–0), az Arsenallal pedig idegenben 1–1-es, otthon pedig egy 4–4-es döntetlent játszottak. A sikerek ellenére a sok döntetlennel elúszott a bajnoki cím: bebizonyosodott, hogy nem elég csak a nagyokat legyőzni a Premier League-győzelemhez.
A Carling Cupból korán kiesett a csapat a Tottenham Hotspur ellen, az FA-kupából pedig az Everton búcsúztatta a Vörösöket. Az Evertonnal egyébként négyszer is találkoztak a szezon során (kétszer a bajnokságban és kétszer a kupában), összesen két döntetlent és egy-egy győzelmet könyvelhetett el a két liverpooli gárda.
A Vörösök nagy csatában estek ki a BL-ből a Chelsea-vel szemben (Londonban 4–4-et játszva estek ki, miután otthon 1–3-ra már kikaptak). Előtte a Real Madridot búcsúztatták (5–0-s összesítéssel), a csoportjukat pedig veretlenül nyerték.

### A 2009–10-es idény
Erre a szezonra eligazolt a klubtól Xabi Alonso a Real Madridhoz, aki azután nagyon hiányzott az egész szezonban, főleg Torres sérülése és Gerrard nem túl jó formája miatt. A Liverpool nagyon gyengén kezdett (jellemző, hogy a Manchester United elleni hazai győzelem a bajnoki szempontból tét nélküli volt), ami miatt a szurkolók főleg Benítezt okolták.
A Liverpool a Premier League 7. helyén végzett 63 ponttal és +26-os gólkülönbséggel (18 győzelem, 9 döntetlen, 11 vereség).
A Vörösök továbbjutottak a Carling Cupban (Angol Ligakupában) a Leeds United ellen (1–0-ra győztek idegenben), ugyanakkor következő ellenfelük, az Arsenal ellen 2–1-es vereséget szenvedtek, így kiestek ebből a sorozatból. Az FA-kupa 2010. január 2-án kezdődött a Liverpool számára, első meccsükön 1–1-es döntetlent játszottak a Reading ellen idegenben, így visszavágóra kényszerültek az Anfielden a továbbjutás érdekében (a meccset 2010. január 13-án játszották). A Reading meglepetésre 2–1-re győzött hosszabbításban és kiejtette a Liverpoolt az FA-kupából.
A Vörösök a Bajnokok Ligájában, az E jelű csoportban, a harmadik helyen végeztek a 2009–2010-es szezonban, így kiestek ebből a sorozatból. Ezek után a nemzetközi kupaszereplést (mind a csoport harmadik helyén végzett csapat) az Európa-ligában (korábban UEFA kupa) folytathatták. Itt első ellenfelük a szintén a BL-ből kiesett román Unirea Urziceni volt, akiket kettős győzelemmel ejtettek ki. A Lille és a Benfica legyőzésével az elődöntőkbe jutottak. A Liverpool nagyon szerette volna megnyerni ezt a sorozatot, hogy a szezon mérlege ne legyen teljesen negatív, de az visszavágón hosszabbításban kiütötte őket az Atlético Madrid (idegenben lőtt Forlán-góllal). A szezon végén Rafael Benítez edző felbontotta a szerződését a klubbal.

### 2010 óta
Roy Hodgson irányítása alatt a Liverpool új korszaka kezdődött. Ezt jelezte a főszponzor változása is, ugyanis a 2010–11-es szezontól a Carlsberg helyett a Standard Chartered pénzügyi vállalat logója látható a mezeken. A Fulhamtől szerződtetett menedzser nem nem váltotta be a hozzá fűzött reményeket, ezért 2011. január 8-án közös megegyezés alapján megváltak tőle és helyére a korábbi legendás liverpooli játékos és edző, a skót Kenny Dalglish került. A tapasztalt menedzser másfél szezon alatt nem ért el komolyabb sikereket a csapattal, s a 2012–13-as évadra ismét új szakembert ültettek a kispadra az északír Brendan Rodgers személyében. Rodgers első szezonjában a hetedik helyen végeztek a bajnokságban. A 2013-2014-es szezonban végig versenyben voltak a bajnoki címért, az utolsó fordulóban bukták azt el a Manchester City ellen. Újra szerepeltek a UEFA-bajnokok ligájában is. Ezek után csalódás volt a 2014-15-ös bajnokságban elért 6. hely. A következő szezon sem indult jobban, Rodgerst októberben menesztették, utódja Jürgen Klopp lett. A német edzővel első évben két kupa döntőjébe is bejutott a csapat, de mindkettőt elveszítette (ligakupa: 1-1 után büntetőkkel a Manchester City ellen, Európa-liga: 3-1 a Sevilla FC ellen). Ezt követően a 2017-18-as UEFA-bajnokok ligája döntőt elveszítették, majd a 2018-19-es BL döntőben győzelmet arattak. 2019-ben az angol szuperkupa döntőt tizenegyesekkel elveszítették a Manchester City ellen, az UEFA-szuperkupát viszont szintén tizenegyeseket követően elhódították.
2021 áprilisában a Liverpool egyike volt azon 12 klubnak, amely megegyezett az Európai Szuperliga megalapításában. A projekt összesen három napig tartott, mikor mind a hat angol csapat kilépett belőle.
2023. március 5-én a Liverpool történelmi vereséget mért a rivális Manchester United csapatára az Anfielden. A 7–0-ás végeredmény 1931 óta a manchesteri csapat legnagyobb veresége volt. A Liverpool góljait Cody Gakpo, Darwin Núñez, Mohamed Szaláh és Roberto Firmino szerezték (a korábbi három mind duplázott). 2025. április 27-én a Tottenham Hotspur elleni 5-1-es győzelemmel megnyerte története 20. bajnoki címét.

## Játékosok

### Jelenlegi keret
Utolsó módosítás: 2025. július 3.
A vastaggal jelzett játékosok felnőtt válogatottsággal rendelkeznek.
A dőlttel jelzett játékosok kölcsönben szerepelnek a klubnál.
| Mezszám                | Név                     | Nemzetiség              | Születési hely        | Születési idő (kor)            | Korábbi csapat            | Érték (€)   | Szerződés lejárta |
| Kapusok                | Kapusok                 | Kapusok                 | Kapusok               | Kapusok                        | Kapusok                   | Kapusok     | Kapusok           |
| ---------------------- | ----------------------- | ----------------------- | --------------------- | ------------------------------ | ------------------------- | ----------- | ----------------- |
| 1                      | Alisson Becker          | Brazília                | Novo Hamburgo         | 1992. október 2. (32 éves)     | AS Roma                   | 20.000.000  | 2027.06.30.       |
| 25                     | Giorgi Mamardashvili    | GEO                     | Tbiliszi              | 2000. szeptember 29. (24 éves) | Valencia CF               | 30.000.000  | 2031.06.30.       |
| 28                     | Freddie Woodman         | Anglia                  | London                | 1997. március 4. (28 éves)     | Preston North End FC      | 3.500.000   | Nem publikus      |
| 41                     | Pécsi Ármin             | Magyarország            | Hainburg an der Donau | 2005. február 24. (20 éves)    | Puskás Akadémia FC        | 800.000     | 2030.06.30        |
| Védők                  |                         |                         |                       |                                |                           |             |                   |
| 2                      | Joe Gomez               | Anglia · Gambia         | London                | 1997. május 23. (28 éves)      | Charlton Athletic FC      | 20.000.000  | 2027.06.30.       |
| 4                      | Virgil van Dijk         | Hollandia · Suriname    | Breda                 | 1991. július 8. (34 éves)      | Southampton FC            | 23.000.000  | 2025.06.30.       |
| 5                      | Ibrahima Konaté         | Franciaország · Mali    | Párizs                | 1999. május 25. (26 éves)      | RB Leipzig                | 60.000.000  | 2026.06.30.       |
| 12                     | Conor Bradley           | Észak-Írország          | Castlederg            | 2003. július 9. (22 éves)      | Utánpótlásból került fel  | 20.000.000  | 2027.06.30.       |
| 21                     | Konsztandínosz Cimíkasz | Görögország             | Szaloniki             | 1996. május 12. (29 éves)      | PAE Olimbiakósz SZFP      | 18.000.000  | 2027.06.30.       |
| 26                     | Andrew Robertson        | Skócia                  | Glasgow               | 1994. március 11. (31 éves)    | Hull City AFC             | 18.000.000  | 2026.06.30.       |
| 78                     | Jarell Quansah          | Anglia · Skócia         | Warrington            | 2003. január 29. (22 éves)     | Utánpótlásból került fel  | 20.000.000  | 2029.06.30        |
| 30                     | Jeremie Frimpong        | Hollandia · Ghána       | Amszterdam            | 2000. december 10. (24 éves)   | Bayer 04 Leverkusen       | 30.000.000  | Nem publikus      |
| 6                      | Kerkez Milos            | magyar · szerb          | Verbász               | 2003. november 7. (21 éves)    | AFC Bournemouth           | 45.000.000  | Nem publikus      |
|                        | Calvin Ramsay           | Skócia                  | Aberdeen              | 2003. július 31. (22 éves)     | Kilmarnock FC             | 18.000.000  | 2026.06.30.       |
| Középpályások          |                         |                         |                       |                                |                           |             |                   |
| 3                      | Endó Vataru             | Japán                   | Jokohama              | 1993. február 9. (32 éves)     | VfB Stuttgart             | 12.000.000  | 2027.06.30.       |
| 8                      | Szoboszlai Dominik      | HUN                     | Székesfehérvár        | 2000. október 25. (24 éves)    | RB Leipzig                | 75.000.000  | 2028.06.30.       |
| 10                     | Alexis Mac Allister     | Argentína · Olaszország | Santa Rosa            | 1998. december 24. (26 éves)   | Brighton & Hove Albion FC | 100.000.000 | 2028.06.30.       |
| 17                     | Curtis Jones            | Anglia                  | Liverpool             | 2001. január 30. (24 éves)     | Utánpótlásból került fel  | 45.000.000  | 2027.06.30.       |
| 19                     | Harvey Elliott          | Anglia                  | Chertsey              | 2003. április 4. (22 éves)     | Utánpótlásból került fel  | 30.000.000  | 2027.06.30        |
| 38                     | Ryan Gravenberch        | Hollandia · Suriname    | Amszterdam            | 2002. május 16. (23 éves)      | FC Bayern München         | 55.000.000  | 2028.06.30.       |
| 80                     | Tyler Morton            | Anglia                  | Wallasey              | 2002. október 31. (22 éves)    | Hull City AFC             | 7.000.000   | Nem publikus      |
|                        | Stefan Bajcetic         | Spanyolország · Szerbia | Vigo                  | 2004. október 22. (20 éves)    | UD Las Palmas             | 9.000.000   | 2025.06.30        |
|                        | Rhys Williams           | Anglia · Jamaica        | Preston               | 2001. február 3. (24 éves)     | Morecambe FC              | 700.000     | 2027.06.30.       |
| 7                      | Florian Wirtz           | Németország             | Pulheim               | 2003. május 3. (22 éves)       | Bayer 04 Leverkusen       | 140.000.000 | Nem publikus      |
| Támadók                |                         |                         |                       |                                |                           |             |                   |
|                        |                         |                         |                       |                                |                           |             |                   |
|                        |                         |                         |                       |                                |                           |             |                   |
| 11                     | Mohamed Szaláh          | Egyiptom                | Nagrig                | 1992. június 15. (33 éves)     | AS Roma                   | 50.000.000  | 2025.06.30.       |
| 14                     | Federico Chiesa         | olasz                   | Genova                | 1997. október 25. (27 éves)    | Juventus FC               | 14.000.000  | 2028.06.30.       |
| 18                     | Cody Gakpo              | Hollandia · Togo        | Eindhoven             | 1999. május 7. (26 éves)       | PSV Eindhoven             | 70.000.000  | 2028.06.30        |
|                        | Ben Doak                | Skócia                  | Dalry                 | 2005. november 11. (19 éves)   | Middlesbrough FC          | 10.000.000  | Nem publikus      |
| Kölcsönadott játékosok |                         |                         |                       |                                |                           |             |                   |
| Név                    | Poszt                   | Nemzetiség              | Születési hely        | Születési idő (kor)            | Kölcsönben itt            | Érték (€)   | Kölcsön lejárta   |
| Vitězslav Jaroš        | kapus                   | Csehország              | Příbram               | 2001. július 23. (24 éves)     | AFC Ajax                  | 3.900.000   | 2026.06.30.       |
| Harvey Davies          | kapus                   | Anglia                  | Liverpool             | 2003. szeptember 3. (21 éves)  | Crawley Town FC           | 500.000     | 2026.06.30.       |

### Nevesebb játékosok
Az alábbi labdarúgók pályafutásuk során nagy szerepet játszottak a Liverpool történelmében, illetve ismert, híres játékosokká váltak.
A félkövérrel szedett játékosok jelenleg is a csapat aktív labdarúgói.
| - Trent Alexander-Arnold - Nick Barmby - Louis Bimpson - Ian Callaghan - Jamie Carragher - Ray Clemence - John Evans - David Fairclough - Robbie Fowler - Steven Gerrard - Arthur Goddard - Alf Hanson - Jordan Henderson - Gordon Hodgson - Emlyn Hughes - Roger Hunt - David James - Kevin Keegan - Ephraim Longworth - Steve McManaman - James Milner - Phil Neal - Michael Owen - Jamie Redknapp - Tommy Smith - Phil Taylor - Phil Thompson | - John Barnes - Javier Mascherano - Maxi Rodríguez - Harry Kewell - Alisson Becker - Roberto Firmino - Milan Baroš - Daniel Agger - Jan Mølby - Berry Nieuwenhuys - Mohamed Szaláh - Kolo Touré - Elisha Scott - Sami Hyypiä - Nicolas Anelka - Djibril Cissé - Dirk Kuijt - Virgil van Dijk - Dejan Lovren - Josszí Benájún - Steve Finnan - Steve Heighway - Robbie Keane - Ronnie Whelan - Szoboszlai Dominik - Dietmar Hamann - John Arne Riise - Diogo Jota (mezszám visszavonultatva) | - Kenny Dalglish - Alan Hansen - Tommy Lawrence - Billy Liddell - Gary McAllister - Andy McGuigan - Donald McKinlay - Steve Nicol - Alex Raisbeck - Andrew Robertson - Graeme Souness - Ian St John - Ron Yeats - Malcolm McVean - Willie Fagan - Xabi Alonso - Luis García - Fernando Morientes - Pepe Reina - Fernando Torres - Sadio Mané - Martin Škrtel - Darwin Núñez - Luis Suárez - Craig Bellamy - Ian Rush - Bruce Grobbelaar |

### Magyarok a Liverpoolban
Kozma István volt az első honfitársunk, akit a Liverpool szerződtetett, a skót Dunfermline Athletic FC csapatától érkezett az 1992–1993-as szezon elején. Angol kupát nyert a vörösökkel, és 6 bajnokin lépett pályára. Egy idény után távozott, mindössze kilenc mérkőzéssel a háta mögött. 2007-ben a Times Online a negyedik legrosszabb játékosának nevezte a Premiershipnek, az általuk bemutatott ötven fős listán, és a szurkolók beválasztották a Liverpool leggyengébbjeinek álomcsapatába is. Az MTK Budapest és a Liverpool együttműködésének köszönhetően az elmúlt években több tehetséges fiatal szerepelt a liverpooli utánpótlásban, így például Simon András, Pölöskei Zsolt, Poór Patrik, Hajdú Ádám és Adorján Krisztián. Gulácsi Péter többször is eljutott a kispadig, többször pedig kölcsönadták, Németh Krisztián pedig hiába volt gólkirály az utánpótlás csapatban és nyert Dallas-kupát, ifjúsági FA-kupát, a felnőttek között nem mutatkozott be. A 2015–2016-os szezon elején Bogdán Ádámot igazolta le a Liverpool a Bolton Wandererstől, és ő bajnokin is lehetőséget kapott, a Watford elleni mérkőzésen, majd többször is kölcsönadta a klub. Polgár Kristóf a Liverpool akadémiájának tagja volt 2013 és 2016 között. 2023-ban Szoboszlai Dominik 2028-ig tartó szerződést írt alá, a klub 70 millió euróért igazolta le. Ezzel a Liverpool történetének harmadik legdrágább játékosává vált, illetve saját rekordját megdöntve minden idők legdrágább magyar játékosa lett.

## Vezetőedzők
A táblázatban csak a tétmérkőzések statisztikái szerepelnek. Utolsó elszámolt mérkőzés dátuma: 2025. május 25.
| Név                           | Nemz.                  | Edzőség kezdete     | Edzőség vége     | Statisztikák | Statisztikák | Statisztikák | Statisztikák | Statisztikák | Statisztikák | Statisztikák |
| Név                           | Nemz.                  | Edzőség kezdete     | Edzőség vége     | M            | GY           | D            | V            | LG–KG        | GK           | GY%          |
| ----------------------------- | ---------------------- | ------------------- | ---------------- | ------------ | ------------ | ------------ | ------------ | ------------ | ------------ | ------------ |
| W. E. Barclay és John McKenna | Anglia · Írország      | 1892. március 15.   | 1896. augusztus  | 131          | 80           | 20           | 31           | 344–158      | +186         | 61,07%       |
| Tom Watson                    | Skócia                 | 1896. augusztus 17. | 1915. május      | 742          | 329          | 141          | 272          | 1226–1056    | +170         | 44,34%       |
| David Ashworth                | Anglia                 | 1919. december 17.  | 1922. december   | 139          | 70           | 40           | 29           | 220–118      | +102         | 50,36%       |
| Matt McQueen                  | Skócia                 | 1923. február 13.   | 1928. február    | 229          | 93           | 60           | 76           | 354–307      | +47          | 40,61%       |
| George Patterson              | Anglia                 | 1928. március 7.    | 1936. augusztus  | 366          | 137          | 85           | 144          | 665–700      | –35          | 37,43%       |
| George Kay                    | Anglia                 | 1936. augusztus 6.  | 1951. január     | 357          | 142          | 93           | 122          | 551–511      | +40          | 39,78%       |
| Don Welsh                     | Anglia                 | 1951. március 5.    | 1956. május      | 232          | 81           | 58           | 93           | 387–423      | –36          | 34,91%       |
| Phil Taylor                   | Anglia                 | 1956. május         | 1959. november   | 150          | 76           | 32           | 42           | 294–211      | +83          | 50,67%       |
| Bill Shankly                  | Skócia                 | 1959. december 1.   | 1974. július     | 783          | 407          | 198          | 178          | 1307–766     | +541         | 51,98%       |
| Bob Paisley                   | Anglia                 | 1974. július 26.    | 1983. július     | 535          | 307          | 132          | 96           | 955–406      | +549         | 57,38%       |
| Joe Fagan                     | Anglia                 | 1983. július 1.     | 1985. május      | 131          | 70           | 31           | 24           | 225–97       | +128         | 53,44%       |
| Kenny Dalglish                | Skócia                 | 1985. május 30.     | 1991. február    | 307          | 187          | 78           | 42           | 617–259      | +358         | 60,91%       |
| Ronnie Moran                  | Anglia                 | 1991. február       | 1991. április    | 10           | 4            | 1            | 5            | 20–16        | +4           | 40,00%       |
| Graeme Souness                | Skócia                 | 1991. április 16.   | 1994. január     | 157          | 65           | 47           | 45           | 248–186      | +62          | 41,40%       |
| Roy Evans                     | Anglia                 | 1994. január 31.    | 1998. november   | 226          | 116          | 57           | 53           | 375–216      | +159         | 51,33%       |
| Roy Evans és Gérard Houllier  | Anglia · Franciaország | 1998. július 16.    | 1998. november   | 18           | 7            | 6            | 5            | 33–20        | +13          | 38,89%       |
| Gérard Houllier               | Franciaország          | 1998. november 12.  | 2004. augusztus  | 307          | 158          | 75           | 74           | 516–298      | +218         | 51,47%       |
| Rafael Benítez                | Spanyolország          | 2004. június 16.    | 2010. június 3.  | 350          | 194          | 77           | 79           | 585–302      | +283         | 55,43%       |
| Roy Hodgson                   | Anglia                 | 2010. július 1.     | 2011. január 8.  | 31           | 13           | 9            | 9            | 41–33        | +8           | 41,94%       |
| Kenny Dalglish (2)            | Skócia                 | 2011. január 8.     | 2012. május 16.  | 74           | 35           | 17           | 22           | 115–73       | +42          | 47,30%       |
| Brendan Rodgers               | Észak-Írország         | 2012. június 1.     | 2015. október 4. | 166          | 85           | 39           | 42           | 293–201      | +92          | 51,20%       |
| Jürgen Klopp                  | Németország            | 2015. október 8.    | 2024. május 19.  | 473          | 295          | 95           | 83           | 994–478      | +516         | 62,37%       |
| Arne Slot                     | Hollandia              | 2024. június 1.     |                  | 56           | 38           | 9            | 9            | 123–55       | +68          | 67,86%       |

A Liverpool legutóbbi vezetőedzői:

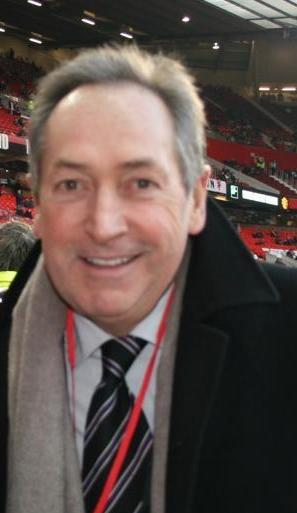
Gérard Houllier (1998–2004)
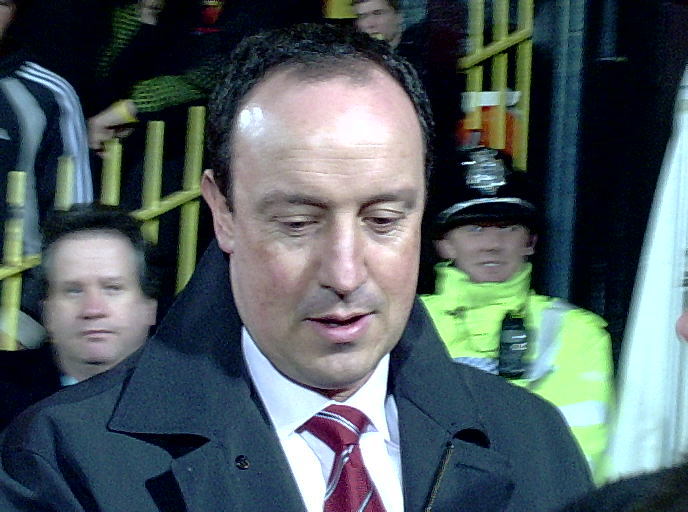
Rafael Benítez (2004–2010)
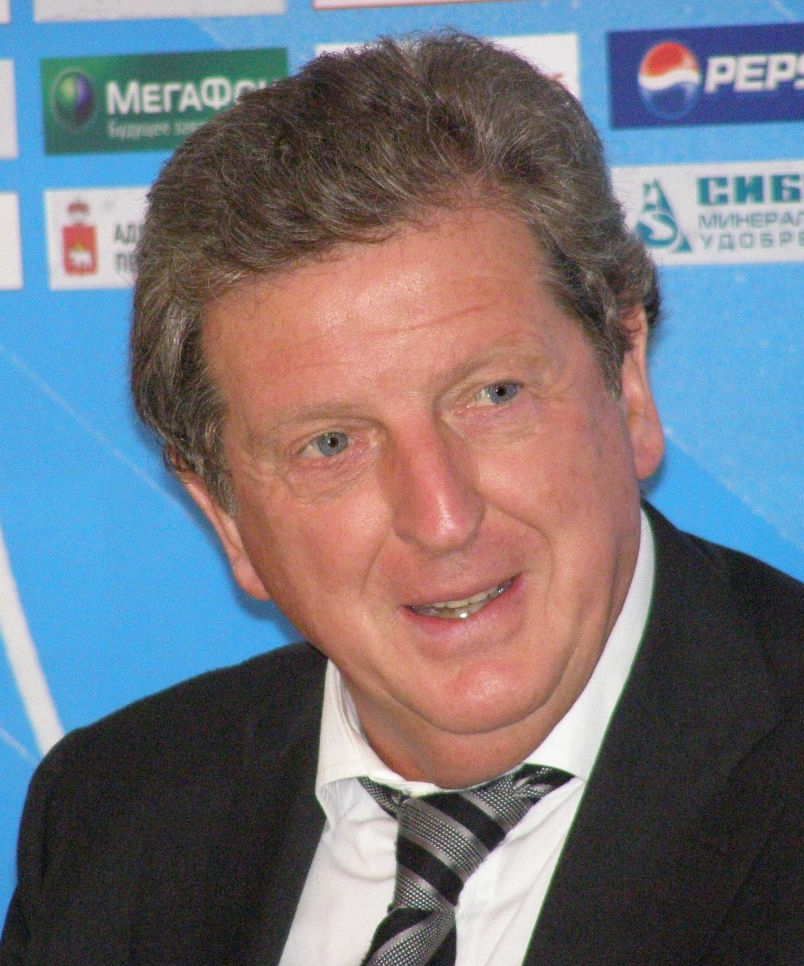
Roy Hodgson (2010–2011)
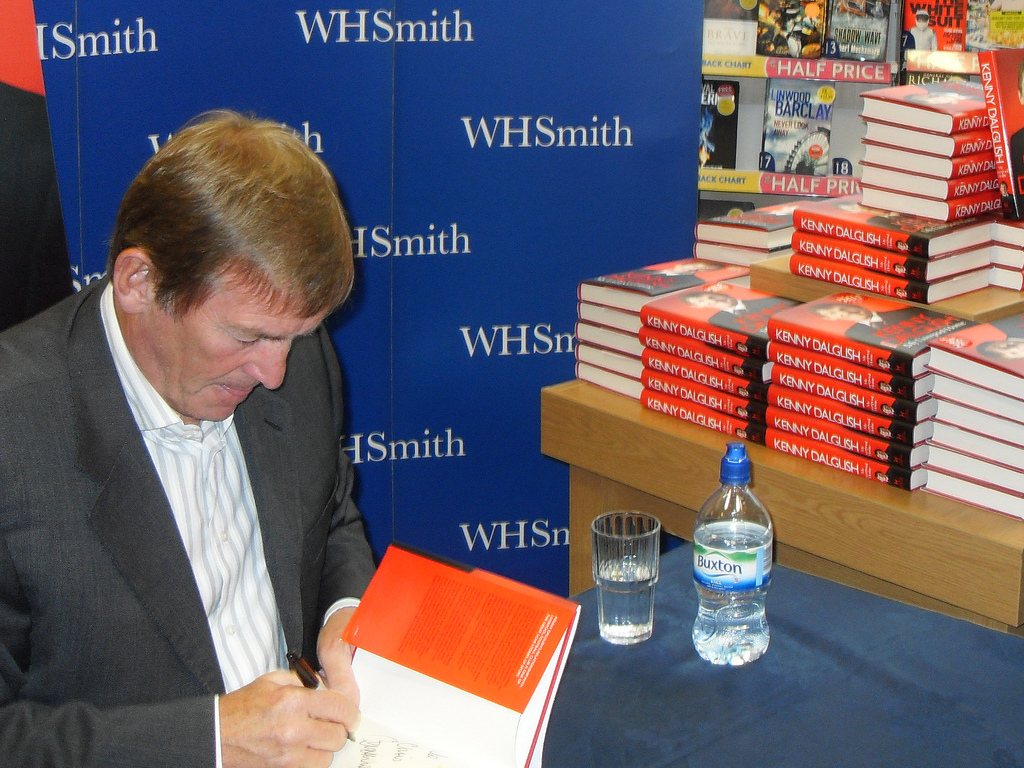
Kenny Dalglish (1985–1991, 2011–2012)
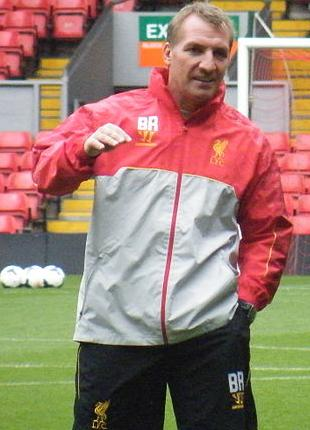
Brendan Rodgers (2012–2015)
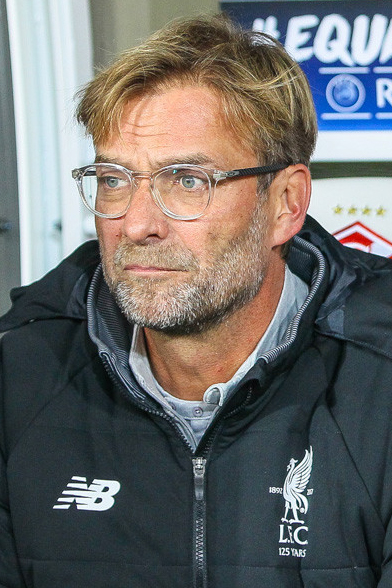
Jürgen Klopp (2015–2024)
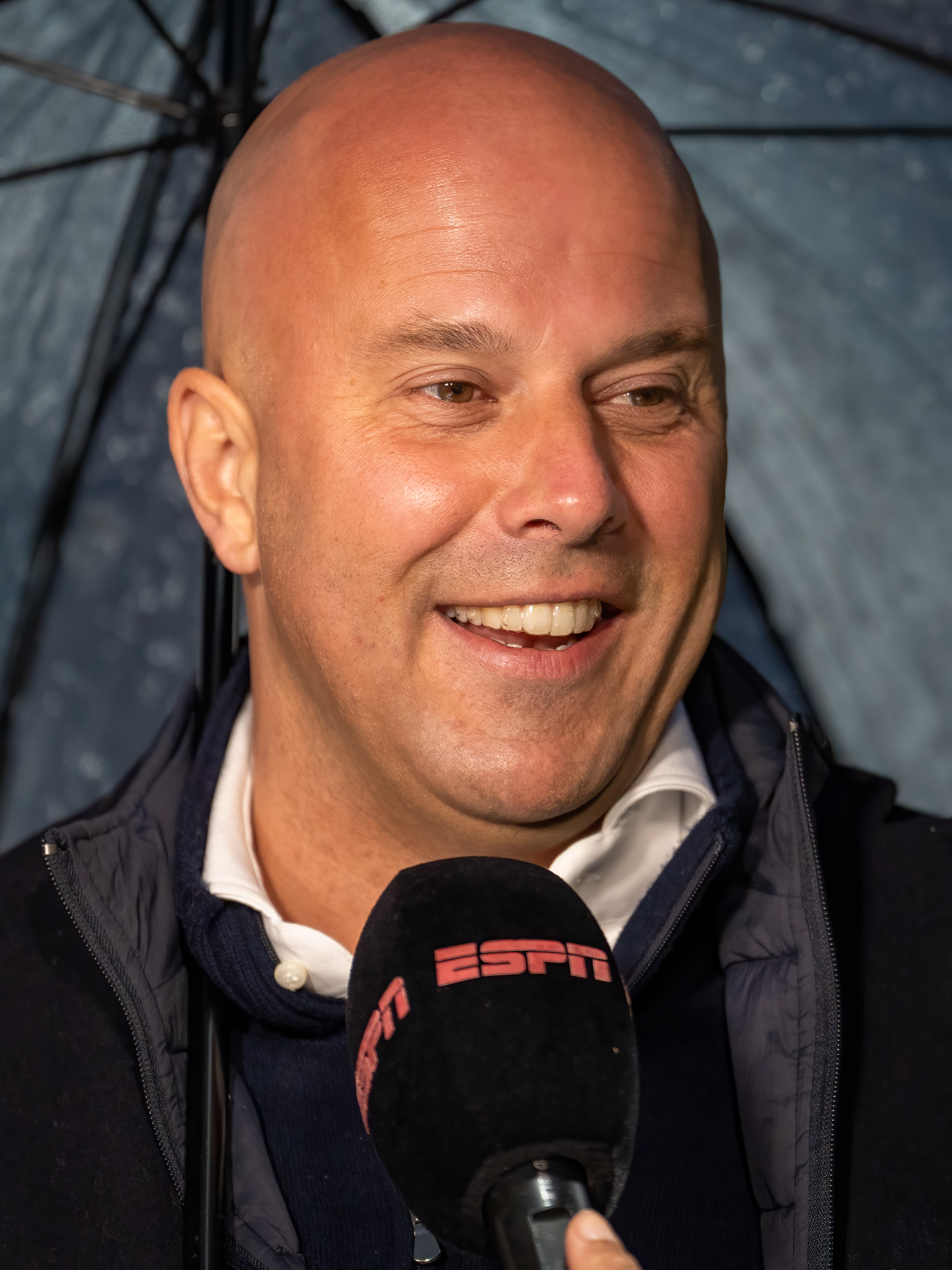
Arne Slot (2024 óta)

## Szurkolók
A Liverpool Football Club szurkolói a világ legjobb szurkolói közé tartoznak. Híresek kitartásukról, a csapathoz való elkötelezettségről, úgy érzik, hogy liverpoolinak lenni egy életérzés. A legnagyobb csalódottságban is kitartanak a csapatuk mellett, soha nem fütyülik ki kedvenc csapatuk játékosait, sokkal inkább együtt osztoznak jóban és rosszban, örömben és bánatban egyaránt. Az Anfielden hihetetlen hangulatot alakítanak ki énekeikkel (pl.: You'll never walk alone), folyamatosan buzdítják csapatukat, zászlókkal, sálakkal felszerelkezve, az egész Anfield ilyenkor vörösbe öltözik, akarva, akaratlanul próbálják az ellenfelet is megrendíteni. Elkötelezettek csapatuk mellett, és a világ legtávolabbi pontjaira is akár több ezren elkísérik kedvenceiket. A Liverpool hazai mérkőzésein is rendszerint teltház van, és nem véletlen, hogy az épülő új stadion több, mint 20 ezerrel több drukker befogadására lesz képes. A Liverpool FC szurkolói a leghangosabbak, Angliában. Ezt a rekordot, egy 2005-ös felmérés alapján állapították meg, amikor is a Ligakupa fináléban lemérték a hangerejét a szurkolótábornak. Ekkor a Vörösök drukkerei, 130,7 decibellel buzdították kedvenceiket. A Liverpool szurkolói ismertek arról is, hogy általában az angol válogatott meccseire sem járnak ki, mondván, nem néznek olyan csapatot, ahol olyan játékosok is játszanak, akik amúgy a Manchester Unitedhez, vagy más angol csapathoz kötődnek, vagy ott játszanak. Vannak olyanok, akiket az se zavarna, ha az egyébként rivális írektől kapnának ki az angolok. A Liverpool szurkolóit két nagy tragédia is összekovácsolta, a Heysel- és a Hillsborough-tragédia. Utóbbi még az Everton szurkolóinak a szolidarítását is kiváltotta (lásd: Mersey-parti rangadó).

### KOP
A Sunderlanddel háromszoros bajnok menedzser, Tom Watson érkezésével egy időben cserélték le a klub színeit is, az addigi kék-fehér összeállítást felváltotta a híres vörös-fehér kollekció (Amely a későbbi időkben lett a legendás, tiszta vörös). 1901-ben pedig a skót válogatott Alex Raisbeck első Liverpool csapatkapitányként a magasba emelhette a Futball Liga trófeáját. Miután 1906-ban újabb bajnokságot nyert a csapat (az Everton pedig az FA Kupát hódította el), szükségessé vált a stadion kibővítése is, ekkor egy hatalmas, meredek lelátót emeltek a déli kapu mögötti részen. A létesítmény a keresztségben a Spion Kop nevet kapta, az egyesület így állított emléket a második búr háború során, 1900-ban megvívott ütközet áldozatainak, hiszen a lancashire-i ezred 300 halottjának nagy része liverpooli volt. Azóta a KOP lett az Anfield Stadion leghangosabb, leghevesebb, legelkötelezettebb szurkolóiból álló része. Sálak, zászlók és fülsüketítő, elképesztő hangulatú énekekkel irányítják az egész stadion hangulatát, így kialakították az Anfield azon varázslatos hangulatát, amit egész Angliában és talán a világon is irigyelnek. A KOP-ot követi az összes Liverpool szurkoló az Anfielden. Itt 45 000 ember, nagyobb hangulatot teremt, mint máshol 80 000, és ezt az ellenfelek is elismerik. Innen ered: This is Anfield! – azaz Ez az Anfield! Utalva arra, hogy ennek a stadionnak egyedülálló hangulata van.

### The Urchins
The Urchins (tehát A Srácok vagy Az Utcagyerekek), a Liverpool huligán, casual beállítottságú csoportja. Legnagyobb riválisa a Manchester United Red Army elnevezésű "alakulata", csoportja. Összecsapásaik a leghevesebbek, legkeményebbek közé tartozott Angliában (csupán 50 kilométer választja el a két rivális várost, tehát randkívül közel vannak egymáshoz, meccseik nagy tömeget vonzanak). Sokak szerint ők okozták (mármint a liverpooliak), illetve indították el a Heysel-tragédiát, a 32 Juventus szurkoló halálát (a 39 halottból 32 volt Juve szurkoló) okozó "összecsapást". Ennek eredményeként alakult meg, a Juventus huligán csoportja a Drughi (illetve átalakult a korábbi csoportjuk, és felvették a Drughi nevet), amely ma Olaszország egyik legerősebb, leghirhedtebb huligán csoportja, ráadásul az eset után, minden angolt utálnak, nem csak liverpooliakat, a mai napig. Az Urchin volt Anglia egyik első casual huligán csoportja, ők voltak az első úgynevezett "divatos huligánok" (casual huligánok). A casualek úgy reagáltak az új (általában) londoni skeanheadekre, hogy divatos, drága olasz és francia ruhákat és sportruházatot, cipőket kezdtek el hordani, és amerre jártak (a ’70-es években, egész Európában) terjesztették ezt a stílust (csak úgy, mint a huliganizmust), amely később szinte egész Angliában és szinte minden huligán csoportnál elterjedt (mára már kevés a nem casual huligán csoport Angliában), a '80-as évektől pedig egy önálló szubkultúra. A skót Aberdeen szurkolói, huligánjai is például a Liverpool huligánoktól vették át a casual stílust. Skóciában egyébként az Aberdeen szurkolói voltak az első casualak, ők látták és engedhették meg maguknak először ezt a stílust. Az Urchin bár kevésbé volt talán erős Angliában (bár mindenképp az élvonalba tartozott ezen a téren), mint a Red Army (igaz összecsapásaik igen hevesek voltak, a Red Army pedig egy időben a másodosztályban a kisebb vidéki csapatokat is terrorizálta), viszont egész Európán végigsöpörtek egy időben, sok, más és más jellegű problémákat okoztak idegen országokban. Gyakran egyes országokban, már az is probléma, hogy a Liverpool szurkolók rendkívül sokan kísérik el csapatukat idegenbe is, nagy utazó táborral rendelkeznek, így már maga a tömeg is problémát jelenthet. Legutóbb a Liverpool szurkolói 2007-ben kerültek összetűzésbe az olasz AC Milan szurkolóival. Mára Angliában visszaszorították a huliganizmust, legalábbis igyekeznek azt megelőzni. Mára szinte látni sem látják egymást, a stadionokon kívül a rendőrök úgy elkülönítik őket. A rendőrök különböző stratégiákat dolgoznak ki, hogy véletlenül se kerüljenek össze egy-egy rangadó után a rivális szurkolói csoportok, mint ahogy az az Egyesült Királyság többi területére is jellemző, ahol jelentősebb rangadó van, vagy olyan csapatok játszanak, amelyek huligán csoportokkal rendelkeznek. Az országban mára visszaszorult a huliganizmus, a rendőrség és a kormány szigorú intézkedéseinek köszönhetően, pedig az Egyesült Királyság volt a huligán (és a casual) stílusnak a bölcsője (bár a mai napig megvannak ezek a csoportok, úgynevezett cégek, mint többek között a Red Army a Manchester Unitednél, Zulus a Birmingham Citynél, Headhunters a Chelseanél, Bushwackers a Millwallnál, Suicide Squad a Burnleynél vagy az Inter City Firm a West Hamnél).

### Sandon Pub
A Sandon Pub a legfanatikusabb Liverpool szurkolók, legnagyobb törzshelye Liverpoolban. Ez a hely híres arról, hogy ide nem tanácsos betérnie annak, aki nem Liverpool szurkoló (illetve rivális csapatnak szurkol). A Sandon Pub arról is híres, hogy 1892-ben itt alapították meg a Liverpool Football Clubot. Természetesen még rendkívül sok pub van Liverpoolban (hiszen a pubok az angol kultúra részei is) és sok számít még a Liverpool FC szurkolóinak a törzshelyéül, így például: Albert, Aldo's Place, The Liverpool Bar, The White Star stb. Liverpoolban található a The Sir Thomas hotel is, a Liverpool játékosok is gyakran ünnepelnek itt (például korábban a Chelsea és a Barcelona elleni Bajnokok ligája mérkőzések után).

### Híres szurkolók, szurkolói dalok, videók
| Híres Liverpool-szurkolók - Kim Cattrall, színésznő - Daniel Craig, színész - Dr. Dre, zenész - Samuel L. Jackson, színész - LeBron James, kosárlabdázó - Angelina Jolie, színésznő - Nelson Mandela, politikus - Mike Myers, színész - Mark Owen, zenész - Caroline Wozniacki, teniszezőnő - Brad Pitt, színész - James Sutton, színész - Mel C, énekesnő - Helyey László, Jászai Mari-díjas színész - Kocza Balázs, rock énekes | Dalok - Campione - Fields of Anfield Road - L-I-V - Liverbird Upon My Chest - Red and white Kop - Poor Scouser Tommy - You’ll Never Walk Alone | Szurkolói videók - A KOP "kívülről" - A KOP "belülről" - Liverpool szurkolói videók – Videóblog - Liverpool szurkolók, Youtube - A liverpooli BL-hangulat a Chelsea ellen |

### Az UEFA kritikái
Az UEFA az angol Liverpool drukkereit minősítette Európa legveszélyesebb szurkolóinak. Az UEFA átadott a brit kormánynak egy olyan tanulmányt, amely Európa legkezelhetetlenebb szurkolói csoportjairól készült. A listát a botrányairól már korábban elhíresült Liverpool szurkológárdája vezette, akik szinte minden mérkőzésükön rendre balhéztak. Az elmúlt négy évben a liverpooliak huszonöt alkalommal szegtek szabályt vagy törvényt az idegenbeli meccseiken, a többi csapatnak összesen nem volt ennyi kihágása (mondta William Gaillard, az UEFA szóvivője, főként a 2007-es athéni Bajnokok Ligája döntőre utalva). Erre Rick Parry, a Vörösök vezérigazgatója meglehetősen ingerülten reagált: "Érdekes, hogy most ezt mondják, miközben a meccs estéjén Gaillard úr még úgy nyilatkozott, hogy a mi szurkolóink hagyományosan jól viselkednek. Platini úr (Michele Platini az UEFA ekkori elnöke) pedig a Chelsea elleni elődöntő után kifejezetten le volt nyűgözve a drukkolásuk miatt. 2005-ben, az isztambuli döntőt követően is csak dicséreteket kaptak, 2001-ben a Poolé volt az Év szurkolótábora cím, megosztva az Alavés (Deportivo Alavés) drukkerhadával. Ami egyébként az athéni cselekményeket illeti: előre megmondtuk, hogy lesznek, akik jegy nélkül érkeznek oda, ezért felhívtuk a figyelmet egy külső kordon felállítására, hiába. Az pedig külön érdekes, hogy egy BL-finálé olyan stadionban van, ahol nincs beléptetőrendszer".

## Mersey-parti rangadó
A Liverpool FC legnagyobb városi riválisa az ugyancsak nagy múlttal és hagyományokkal rendelkező Everton, melynek stadionja, a Goodison Park alig egy kilométerre fekszik az Anfieldtől, mindössze a Stanley Park választja el a két csapat központját. Míg a Liverpool a legsikeresebb Angliában, az Everton Anglia ötödik legsikeresebb csapata, ugyancsak patinás klub. Az Everton előbb alapult, és a kezdetekben még az Anfielden játszottak (később John Houldingnak köszönhetően itt alakult meg a Liverpool FC). A két csapat és szurkolóik történelmük során folyamatosan azon vetélkedett – és mind a mai napig vetélkedik –, hogy melyik liverpooli csapat a jobb. Ezek a mérkőzések mindig nagy figyelmet vonnak magukra egész Angliában, hiszen a két csapat meccsei mindig presztízskérdésnek számítanak, több gól és piros lap is szokott születni a találkozókon. A rivalizáláshoz hozzátartozik, hogy az 1950-es és '60-as évek folyamán az Evertont főleg katolikus klubként emlegették, míg a Liverpoolt protestáns klubként. Más helyi rangadóktól eltérően az erőszak az Everton és Liverpool szurkolók között ritkaság. Nem szokatlan dolog például Liverpoolban, hogy egy családon belül van aki Liverpool-, míg van aki Everton-szurkoló, ennek ellenére békésen élik mindennapjaikat. Akár a rangadókat is együtt nézik, vagy mennek meccsre. A többi hasonló nagyságú rivalizáláshoz viszonyított jó viszony a Heysel Stadion katasztrófája után romlott meg. Azóta az Everton-rajongók a liverpooli huligánokat okolják az angol klubcsapatok kizárása miatt. Mindazonáltal, a kapcsolatok a Hillsborough-katasztrófa után javultak, amikor mindkét csapat rajongói együtt gyűltek össze. Everton- és Liverpool-sálak voltak összefűzve a Stanley Parkon keresztül az Anfield és a Goodison Park között. Nem rég a 11 éves Rhys Jones meggyilkolása után is összegyűltek a klubok rajongói és elénekelték a két csapat himnuszát. Hagyományosan a "Merseyside Derby"-t a "The Friendly Derby"-ként említik a mai napig.
Eddig a megrendezett 215 liverpooli városi rangadóból 85-öt a Vörösök, 66-ot a Kékek nyertek és 64 döntetlen született. Otthon a legnagyobb győzelmet a Liverpool aratta (6–0 az Anfielden), idegenben viszont az Everton (5–0 az Anfielden). A legnagyobb nézőszám eddig 78 299 fő volt, 1948. szeptember 18-án a Goodison Parkban. A legtöbb gólt hozó meccs pedig az 1932–33-as idényben volt az Anfielden, mikor is a Vörösök 7–4-re győztek a Kékek ellen.

## Létesítmények

### Melwood
Melwood a Vörösök edzőközpontja (Shankly színrelépése óta). Melwood az a hely, az a létesítnény, ahol az összes taktikai döntést meghozzák, ahol a kezdőcsapatot összeállítják, ahol a nagy liverpooli legendák nap mint nap edzettek, edzenek. A hely, amely nagyon fontos szerepet játszott abban, hogy a Liverpool FC elérje sikereit, angol és nemzetközi porondon egyaránt. Az utóbbi időkben jelentősége megmaradt, ez az LFC főhadiszállása, sajtószobával, relaxációs létesítménnyel, orvosi szobával, öltözővel. Innen irányítják a klub életét, s az utóbbi időkben a klub, a csapat vezetői font-milliókat költöttek a létesítmény felújítására, hogy játékosaiknak, egyedülálló és világszínvonalú edzéslehetőségeket biztosíthassanak. A változtatások első felvetője a Liverpool exmenedzsere, Gérard Houllier volt.

### Anfield

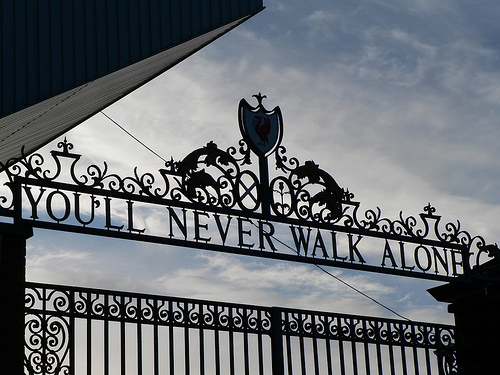
A "Shankly kapu" a You'll never walk alone felirattal.

"Anfield olyan sokat jelent számomra, hogy azt el sem tudom mondani"

Bill Shankly, 1975
Az Anfield a Liverpool Football Club otthona, mely 1884-ben épült a Merseyside-on. Bill Shankly fent írt állítása jól sejteti mit is jelent egy Liverpool szurkolónak ez a létesítmény. Megannyi emlék, öröm, ünnep, győzelem, s rosszabb időkben bánat szomorúság, s gyász. Ez az a hely ami összekovácsolta a Liverpool szurkolókat, a megélt emlékek miatt, és nem véletlen, hogy a szurkolók kitartását, és biztatását még az ellenfelek is elismerik, és félve lépnek be a Vörösök gyepére.
- Kapacitás: 45 276 fő (a legnagyobb nézőszám 61 905 fő volt)
- A pálya mérete: 101 x 68 méter

### Új stadion ötlete
A csapat már 2003-ban egy új stadiont kezdett tervezni, melyet eredetileg 2006-ban nyitottak volna meg. Az építkezés nem kezdődött meg az Anfieldtől pár szám méterre fekvő Stanley Parkban, 2007 elején az új amerikai tulajdonosok (Tom Hicks és ifj. George Gillett) azonban folytatták a terveket, majd új céget kértek fel egy évvel később. Így először 60, majd később bővítéssel 72 ezer fős stadiontervek láttak napvilágot. A gazdasági világválság miatt azonban tovább csúsztak a folyamatok, és úgy tűnt, nincs elegendő forrás az építkezésre. A csapatot 2010-ben John W. Henry, az amerikai Boston Red Sox baseballcsapat tulajdonosa vásárolta fel, s ezután a vezetőség úgy döntött, hogy az új stadion megépítése helyett inkább az Anfieldet bővítenék, újítanák fel.

## A Liverpool legsötétebb napjai

### Heysel-tragédia
Heysel Stadion, Brüsszel, 1985. május 29. Ez a nap, és ez az a helyszín, amely a Liverpool életében egy sötét napot jelöl. Ennek a napnak egy szép napnak kellett volna lennie, rögtön a római BL győzelem után, a 'Pool ismét bekerült a döntőbe, és mindenki bízva várta a meccset. Több ezer liverpooli és Juve-szurkoló látogatott el a világ akkori egyik legrosszabb állapotban lévő stadionjába, a brüsszeli Heysel stadionba, hiszen ott rendezték meg az 1985-ös Bajnokok ligája (akkor még BEK) döntőjét. A liverpooliak győzelemért mentek, de a történelem legnagyobb huliganizmus okozta tragédiájába keveredtek és onnan kitoloncolva, gyilkosoknak kikiáltva érkeztek haza a Mersey partjára. A stadion rossz állapota is közrejátszott a szerencsétlenségben, illetve az, hogy a belga rendezők az angol és az olasz szurkolók között egy semleges szektort akartak létrehozni, de oda a Belgiumban élő olaszok nagy részének a kezébe jutottak az oda szóló jegyek. A meccs előtt (szemtanúk szerint) az ittas olasz szurkolók, akik a semleges zónában ültek, dobálni kezdték a stadion darabjaival a már szintén ittas angol szurkolókat, akik könnyen áttörték a drótkerítést (ma kordonnak neveznénk), és a feldühödött angol szurkolók, a másik szurkolótábor tagjait egy betonfalnak nyomták, ami a kijárat helyett volt a semleges szektor mögött, majd a betonfal leomlott, így sokakat maga alá temetett, de volt akinek ez mentette meg az életét, hiszen így ki tudott kerülni a tömeg nyomásából. Az emberek egymást taposták, és elvesztett szeretteikért igyekeztek bosszút állni, elszabadult a pokol, a rendfenntartó erők tehetetlenek voltak. Félő volt, hogy ha nem játsszák le a meccset, akkor még rosszabb lesz a helyzet, ezért az UEFA úgy döntött: folytatni kell. A történelem legérdektelenebb mérkőzésén a Juventus győzött Platini tizenegyesével. Szégyen, de a stadion túlsó végén mindenki tudott örülni a győzelemnek, hiszen ők csak arról tudtak, hogy rendbontás tört ki valahol, de a halottakról mit sem sejtettek. 39 ember vesztette az életét 1985. május 29-én a Heysel stadionban. A világ legszomorúbb döntőjében, mely az ittas szurkolóknak, de elsősorban a rossz szervezésnek, és a szörnyű állapotban lévő stadionnak volt köszönhető. A tragédiában 39 foci-szurkoló halt meg, pontosabban, 32 olasz (Juve szurkoló), 4 belga, 2 francia, és egy ír.

### Hillsborough-tragédia
1989. április 15., Sheffield: Ez a Liverpool történetének legsötétebb napja. A rossz szervezés miatt, 96 Liverpool szurkoló vesztette életét a Leppings Lane End-en lévő Hillsborough Stadionban a Liverpool – Nottingham Forest FA-kupa-elődöntőn, mivel a jegy nélküli drukkerek tömege bejutott a stadionba, de mivel hely már nem volt, a fölülről jövő nyomás következtében a kerítéshez nyomódtak a már bent levő szurkolók. 96-an meghaltak, 200-an megsérültek. 1993-ban Tony Bland is elhunyt, aki négy éven keresztül feküdt kómában a katasztrófa miatt, ő lett a 96. áldozat. Több mint 25 000 Liverpool-szurkoló utazott el Hillsborough-ba, hogy megnézze az FA-kupa elődöntőjét a Notthingham Forest ellen. 96-an közülük sosem tértek vissza. Könnyek közt, sálakkal, virágokkal a temetésen egy hihetetlen kötelék jött létre a csapat, a klub, és a szurkolók között.

## Sikerek
Jelenleg a Liverpool FC bár hazai viszonylatban is rendkívül sikeres, leginkább nemzetközi szinten húz el a többi angol csapattól, klubtól. olyan csapatoktól, mint az Arsenal, a Chelsea vagy a Manchester United, hiszen az utóbbi csapat például "csak" háromszor, míg a Chelsea kétszer, az Arsenal pedig még soha nem nyert Bajnokok ligája trófeát. A Liverpool FC bajnoki serlegeket tekintve egy címmel marad el a Manchester Unitedtől, amely jelenleg 20-szal rendelkezik (a harmadik legsikeresebb angol klubnak, az Arsenalnak is "csak" 13 van), viszont 3 UEFA kupa győzelmét más angol klubok nem érik el. Az angol ligakupában szintén a "Vörösök" a csúcstartók.

### Hazai tornák
- Angol első osztály

Bajnok (20): 1900–01, 1905–06, 1921–22, 1922–23, 1946–47, 1963–64, 1965–66, 1972–73, 1975–76, 1976–77, 1978–79, 1979–80, 1981–82, 1982–83, 1983–84, 1985–86, 1987–88, 1989–90, 2019–20, 2024–25
Második (15): 1898–99, 1909–10, 1968–69, 1973–74, 1974–75, 1977–78, 1984–85, 1986–87, 1988–89, 1990–91, 2001–02, 2008–09, 2013–14, 2018–19, 2021–22
- Angol másodosztály

Bajnok (4): 1893–94, 1895–96, 1904–05, 1961–62
- FA-kupa

Győztes (8): 1964–65, 1973–74, 1985–86, 1988–89, 1991–92, 2000–01, 2005–06, 2021–22
Döntős (7): 1913–14, 1949–50, 1970–71, 1976–77, 1987–88, 1995–96, 2011–12
- Ligakupa

Győztes (10): 1980–81, 1981–82, 1982–83, 1983–84, 1994–95, 2000–01, 2002–03, 2011–12, 2021–22, 2023–24
Döntős (4): 1977–78, 1986–87, 2004–05, 2015–16

- Szuperkupa

Győztes (16): 1964*, 1965*, 1966, 1974, 1976, 1977*, 1979, 1980, 1982, 1986*, 1988, 1989, 1990*, 2001, 2006, 2022
(* megosztva)
Döntős (8): 1922, 1971, 1983, 1984, 1992, 2002, 2019, 2020

### Nemzetközi kupák
- BEK/Bajnokok ligája

Győztes (6): 1976–77, 1977–78, 1980–81, 1983–84, 2004–05, 2018–19
Döntős (4): 1984–85, 2006–07, 2017–18,2021–22
- KEK/UEFA-kupa/Európa-liga

Győztes (3): 1972–73, 1975–76, 2000–01
Döntős (2): 1965–66, 2015-16
- UEFA-szuperkupa

Győztes (4): 1977, 2001, 2005, 2019
Döntős (2): 1978, 1984
- Interkontinentális kupa/FIFA-klubvilágbajnokság

Győztes (1): 2019
Döntős (4): 1978, 1981, 1984, 2005

## Érdekességek, statisztikák, rekordok
- Első hivatalos meccs: a Higher Walton ellen a Lancashire League-ben esett meg, eredmény: 8–0 a Liverpoolnak.
- Első cím, melyet a csapat szerzett: 1893–94-es szezonban, a Second Division bajnoka.
- Az első csapat a Liverpool FC volt, amely a Bajnokok Ligájának mindhárom selejtező körében részt vett, és utána sikerült is eljutnia az egyenes kieséses szakaszig. (2005–06)
- 4 ember szerzett egy meccsen 5 gólt a Vörösök színeiben, így Andy McGuigan (1901–02), John Evans (1954–55), Ian Rush (1983–84) és Robbie Fowler (1993–94)
- A legtöbb mesterhármast Gordon Hodgson (17) szerezte a Liverpool színeiben 1926 és 1936 között.
- A leggyorsabb mesterhármast a Premier League történetében Robbie Fowler szerezte az Arsenal ellen, az 1994–1995-ös szezonban, 4 perc 32 másodperc alatt.
- A legtávolabbról a spanyol Xabi Alonso talált be a vörösök színeiben, mint egy 60 méterről (körülbelül a kezdőkörtől kicsivel messzebről, a távolabbi kapuig).
- Legtöbb gól: Ian Rush tartja a góllövő rekordot azzal, hogy az 1983–84-es szezonban 47 gólt szerzett a bajnoki és más meccseken összesen, illetve a bajnokságban Roger Hunt szerezte a legtöbb gólt, szám szerint 41-et, az 1961–62-es szezonban.
- Legnagyobb győzelem a Stromsgodset IF ellen született 1974. szeptember 17-én, a meccs 11–0-ra zárult.
- A legnagyobb bajnoki győzelem, a Crystal Palace FC ellen született 1989. szeptember 12-én, a meccs 9–0-ra zárult.
- A legnagyobb győzelem a Bajnokok Ligájában a török Beşiktaş elleni 8–0, ami egyben BL-rekord is, a mérkőzést 2007. november 6-án játszották.
- A legnagyobb fordítás, a Newcastle United ellen jött létre, mikor is a Szarkák 5–2-re vezettek de végül a Vörösök nyertek 6–5-re, ez 1909 decemberében történt az Anfielden.
- Egy érdekes meccs: 1896. szeptember 5-én a Liverpool 1–0-ra kikapott a Blackburn Rovers FC-től, de a meccshez hozzátartozik, hogy 6 gólt nem adtak meg a Vörösöknek.
- Az első győzelem az Old Traffordon a Manchester United ellen, 4–3-ra zárult még 1910-ben.

## LFC TV
2007. szeptember 20-án újabb mérföldkő érkezett el a patinás klub életében: az ír Setanta Sports televíziós társasággal karöltve, helyi idő szerint délután hat órakor megkezdte adása sugárzását a Liverpool FC saját televíziós csatornája, az LFC TV. A csatornán minden nap délelőtt 10 órától késő éjszakáig látható műsor tartalmaz többek közt stúdióbeszélgetéseket, elemzéseket, a csapat életével kapcsolatos híreket, de a szurkolók élőben tekinthetik meg a tartalékcsapat mérkőzéseit és a fontosabb ifimeccseket, valamint felvételről a felnőtt csapat összecsapásait is. A képernyőn feltűnnek a csapat egykori és jelenlegi sztárjai, a volt angol válogatott John Barnes pedig saját show-műsorral jelentkezik 2007. szeptember 27-étől. A csatorna állandó stábjához három műsorvezető tartozik: a Merseyside Radio bemondója, Peter McDowall, a liverpooli kapus karrierjét 14 éves korában sérülés miatt feladni kényszerülő Matt Critchley, valamint a Real Madrid TV angol nyelvű adásában már korábban bizonyított, feltűnően csinos, gyerekkora óta Liverpool-szurkoló Claire Rourke.